# منشور استقلال اسرائیل
منشور استقلال اسرائیل (به عبری: הכרזת העצמאות של מדינת ישראל) در تاریخ ۱۴ مه ۱۹۴۸ - ۵ ایار ۵۷۰۸ عبری و هم‌زمان با پایان قیمومیت بریتانیا بر فلسطین، توسط اعضای مجمع موقت ملی اسرائیل به امضا رسید.
این منشور تلاش ملت یهود را برای بازگشت به سرزمین تاریخی قوم یهود و اعلام برپائی کشور مستقل اسرائیل بر اساس قطعنامه مجمع عمومی سازمان ملل بازگو می‌کند و به نام دولت آینده اسرائیل تعهد می‌دهد که اعراب مقیم این کشور از آزادی و تساوی حقوق کامل برخوردار خواهند بود.
بر اساس تقویم عبری در اسرائیل، روز ۵ ایار، تعطیل رسمی و از اعیاد ملی است. در مقابل فلسطینی‌ها سالگرد تأسیس اسرائیل را «یوم النکبه» (روز نکبت) می‌نامند.

## تاریخچه
در تاریخ ۱۴ مه ۱۹۴۸ (۲۴ اردیبهشت ۱۳۲۷)، ۲۵۰ صهیونیست در موزه وقت تل‌آویو به آدرس «پلاک ۱۶، بلوار روتشیلد»، جلسه‌ای را تشکیل داده و تصمیماتی را اتخاذ کردند که آن جلسه را به یکی از مهم‌ترین و تاریخی‌ترین جلسات قرن بیستم تبدیل کرد.

## متن منشور استقلال

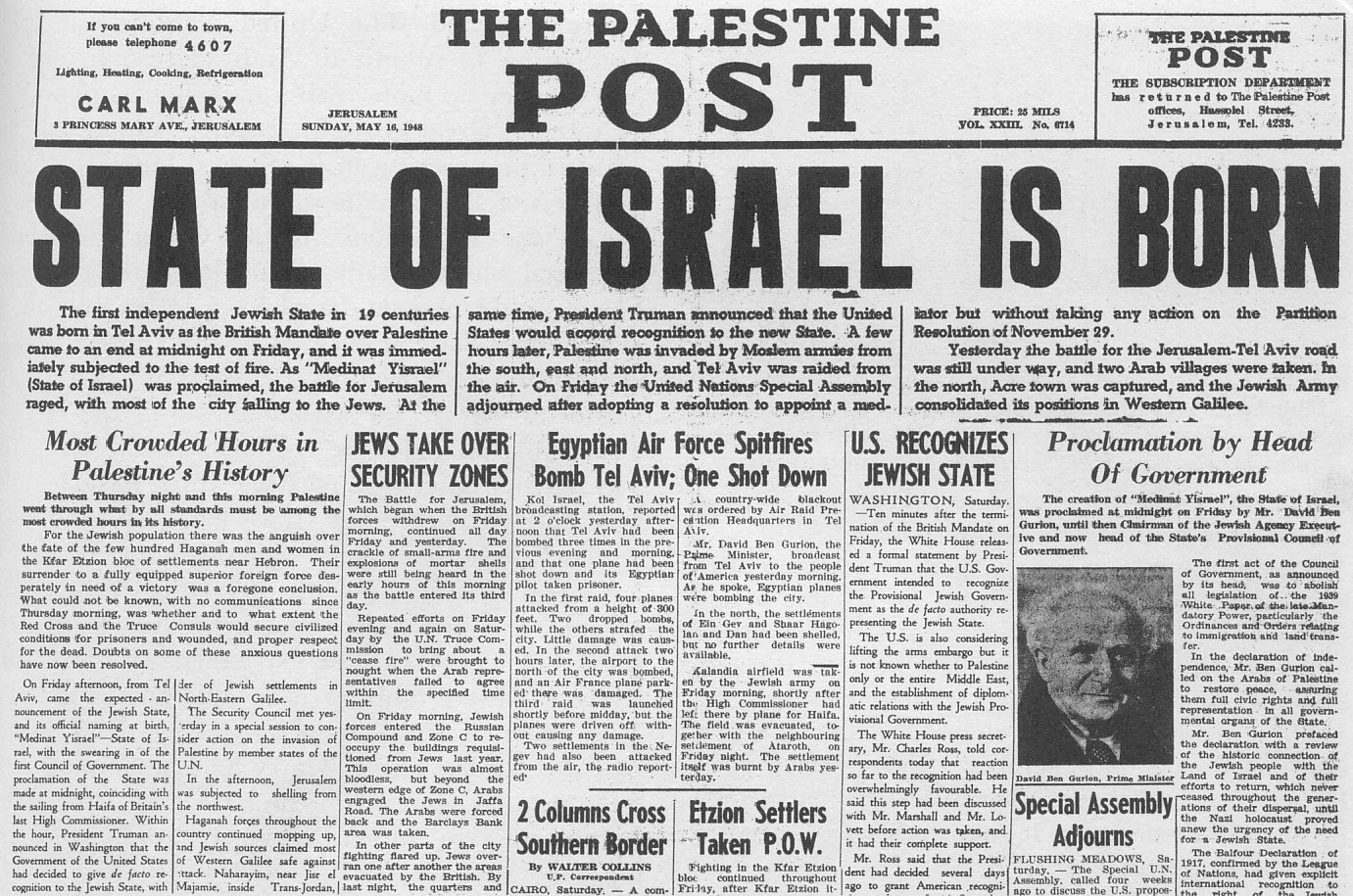
شماره ۱۶ مه ۱۹۴۸ روزنامه «فلسطین پُست» که بعدها به اورشلیم پست تغییر نام داد. در تیتر اصلی نوشته شده: «کشور اسرائیل متولد شد».

«در سرزمین اسرائیل بود که ملت یهود به پا خاست و در همین سرزمین بود که چهره معنوی و ماهیت مذهبی و سیاسی این ملت شکل گرفت و از سیادت و حق حاکمیت ملی برخوردار گردید. در خاک سرزمین اسرائیل بود که یهودیان فرهنگ ملی و جهان‌شمول خویش را به وجود آوردند و تورات «کتاب کتاب‌های جاودانه» را برای جهانیان به ارمغان آوردند.
با آن که ملت یهود از سرزمین خود با زور و اجبار رانده شد و در سرزمین‌های بیگانه پراکنده گردید، انسان یهودی وابستگی و تعلق خود را به سرزمین اسرائیل به دست فراموشی نسپرد و هیچ‌گاه از نیایش و امید برای بازگشت دگربار به میهن اجدادی و رسیدن دوباره به آزادی سیاسی باز نایستاد.
به دلیل تعلقات تاریخی و سنتی، یهودیان در تمامی نسل‌های خود در آرزوی بازگشت به سرزمین اسرائیل و استقرار دوباره در میهن باستانی خود بوده‌اند و در نسل‌های اخیر بازگشت همگانی یهودیان به سرزمین اسرائیل رخ داده است، که در چارچوب پیشگامان و پیشاهنگان و مبارزان، روح یهودی را به این سرزمین بازگردانده‌اند؛ زبان عبری احیا شده‌است، شهرها و روستاهایی را شالوده‌ریزی کرده و برپا ساخته‌اند و کشوری شکل گرفته که بر اقتصاد و فرهنگ خود حاکم شده‌است و در واقع موجودیت اجتماعی، فرهنگی و ملی سرزمین اسرائیل را زنده کرده‌اند. این ملتی است که در اشتیاق صلح به سر می‌برد و از خود دفاع می‌کند و برکت پیشرفت برای زندگی همه ساکنان این سرزمین را بشارت می‌دهد و جان خود را در راه استقلال ملی خویش نثار می‌کند.
در ۱۸۹۷ میلادی، کنگره جهانی صهیونیسم با فراخوانی تئودور (بنیامین زئب) هرتسل، که رویای شالوده‌ریزی کشور یهود را بشارت داده بود، برپا گردید، و حق ملت یهود را برای برپایی کیان ملی در سرزمین پدری خویش اعلام کرد.
این حق در اعلامیه بالفور در تاریخ ۲ نوامبر ۱۹۱۷، به رسمیت شناخته شد و مجمع عمومی ملل متفق آن را تصویب کرد. این مجمع به رابطه تاریخی ملت یهود و سرزمین اسرائیل اعتبار بین‌المللی بخشید و تأیید کرد که ملت یهود از حق خویش برای بهره‌مند بودن از استقرار در خانه ملی خود برخوردار است.
فاجعه «شوآه» (هولوکاست)، که طی آن میلیون‌ها نفر از یهودیان اروپا کشته شدند، بار دیگر به روشنی و بدون هیچ تردیدی ثابت کرد که راه‌کار معضل ملت یهود که از نداشتن مام میهن و استقلال برای خود ناشی می‌شد، برپاسازی دوباره کشور یهودی در سرزمین اسرائیل است. کشور یهود باید به روی همه یهودیان گشوده باشد و به ملت یهود مقام و جایگاه یک ملت متساوی‌الحقوق با سایر ملل را اعطا کند.
پناهندگان بازمانده از کشتار هولناک نازی‌ها در اروپا و یهودیان در دیگر سرزمین‌ها علی‌رغم همه سختی‌ها و موانع و مخاطرات، از مهاجرت به سرزمین اسرائیل باز نایستادند و دمی از پیگیری حق خود در برخورداری از زندگی توام با احترام بشری و بهره‌مندی از آزادی در میهن خود فرو نماندند.
در جنگ جهانی دوم، یهودیان بازگشته به سرزمین اسرائیل، تمامی توان خود را در اختیار مبارزه ملت‌های صلح‌خواه علیه نازی‌ها قرار دادند، و در این راه بهترین فرزندان خود را قربانی کردند و به گردونه مبارزه با نازی‌ها دست یاری دادند که از ثمرات این تکاپوی عظیم، همه ملل جامعه متحد جهانی بهره‌مند شدند.
در ۲۹ نوامبر ۱۹۴۷، قطعنامه‌ای به تصویب مجمع عمومی سازمان ملل متحد رسید که مقرر می‌کند کشور یهودی باید در سرزمین اسرائیل برپا شود. در این قطعنامه از ساکنان سرزمین تاریخی اسرائیل خواسته شده که خود اقدام‌های لازم را برای اجرای مفاد این قطعنامه به عمل آورند. این قطعنامه مجمع عمومی سازمان ملل متحد که در آن حق یهودیان برای برپایی دوباره کشور خود مورد تأیید قرار گرفته، ابطال ناپذیر است.
این حق مسلم ملت یهود است که مانند هر ملت دیگری از استقلال ملی برخوردار گردیده و دارای حاکمیت ملی خویش باشد.
بنابراین ما، اعضای شورای مردمی، نمایندگان جامعه یهودی و جنبش صهیونیسم، هم‌زمان با پایان‌گرفتن قیمومت بریتانیا براین خاک، در اینجا گردهم آمده‌ایم و به برکت حق طبیعی و تاریخی‌مان، و با تکیه بر مصوبه مجمع عمومی سازمان ملل متحد، برپائی کشور مستقل یهودی در سرزمین اسرائیل را اعلام می‌کنیم.
ما تعیین می‌کنیم که از لحظه پایان‌گرفتن قیمومت بریتانیا، که امشب خواهد بود، از بامداد شنبه ۶ ایار سال ۵۷۰۸ (عبری) (۱۵ مه ۱۹۴۸) و تا برپایی بنیادها و نهادهای حکومتی برگزیده مردم که امری واجب برای هر کشور است، و بر اساس قانون اساسی کشور که تصویب مجلس موسسان تدوین و تصویب خواهد شد، و این امر حداکثر تا ۱ اکتبر ۱۹۴۸ میلادی انجام خواهد گردید، مجمع ملی به مثابه شورای موقت کشوری عمل خواهد کرد، و نهاد اجرایی آن، امور ملت را اداره خواهد کرد، و به مثابه دولت موقت کشور یهودی؛ کشور اسرائیل خواهد بود.
درهای کشور اسراییل به روی مهاجرت و علیا|بازگشت یهودیان و گردآوری پراکندگان در سراسر جهان گشوده‌است. دولت اسرائیل برای آبادانی و عمران این سرزمین به سود همه ساکنان آن تلاش خواهد کرد. کشور اسرائیل بر پایهٔ اصول آزادی، عدالت و صلح که آرمان و خواست همه پیامبران یهود بوده‌است، برپا می‌شود. کشور اسرائیل تساوی حقوق اجتماعی و سیاسی کامل را برای همه ساکنان آن، بدون تفاوت میان پیروان مذاهب، نژادها و جنسیت‌های مختلف رعایت می‌کند و آزادی مذهب، وجدان، زبان، آموزش و فرهنگ را محترم می‌شمارد. اسرائیل پاسدار اماکن مقدس همه ادیان خواهد بود و به اصول منشور جهانی حقوق بشر وفادار خواهد ماند و برای اجرای قطعنامه ۲۹ نوامبر ۱۹۴۷ تلاش خواهد کرد و به هدف تأمین وحدت اقتصادی سراسر این سرزمین، اقدام خواهد کرد.
ما سازمان ملل متحد را فرا می‌خوانیم تا به ملت یهود برای بنیان‌نهادن کشور خود دست یاری دهد و اسرائیل را به عنوان عضوی متساوی‌الحقوق با کشورهای دیگر بپذیرد.
ما اعراب ساکن کشور اسرائیل را — حتی در این روزهایی که در معرض هجوم خونین آنان قرار داریم — فرا می‌خوانیم تا صلح را رعایت کنند و به شکل‌گیری کشور جدید دست یاری دهند و از حق شهروندی کامل بهره‌مند گردند و در همه نهادها و بنیادهای ملی و حکومتی دارای نمایندگان خویش باشند.
ما دست صلح و حسن همجواری به سوی همه کشورهای همسایه و ملت‌های آن‌ها دراز می‌کنیم و آنان را به همکاری و همیاری با ملت مستقل یهود در سرزمین پدری او فرا می‌خوانیم. کشور اسرائیل حاضر است سهم خود را در تلاش مشترک برای پیشبرد سراسر کشورهای خاورمیانه ایفا کند.
ما ملت یهود در سرزمین‌های پراکندگی را فرا می‌خوانیم تا با مهاجرت خویش به کشور نوپای اسرائیل آن را تقویت کنند و برای آبادانی کشور یهودی دست یاری دهند و در پیکاری که به هدف اجرای آرمان‌های دیرینه یهودیان به هدف رسیدن به نجات قوم اسرائیل جریان دارد سهیم گردند.
با توکل به صخره اسرائیل (پروردگار یکتا)، ما گردآمدگان در نشست مجمع موقت ملی در شهر تل‌آویو، امروز و در این شامگاه شنبه ۵ ایار از سال ۵۷۰۸ عبری (۱۴ مه ۱۹۴۸) با امضای خود شاهدی بر اعلامیه استقلال در خاک میهن خود هستیم».